# Kito Lorenc
Kito Lorenc (Schleife, Sajonia; 4 de marzo de 1938-Bautzen, 24 de septiembre de 2017) fue un escritor y autor de teatro alemán en lengua sóraba, nieto de Jakub Lorenc-Zalĕski. 
Estudió en el Instituto de Cottbus y se licenció en eslavística en Leipzig. De 1961 a 1972 dio clases en Bautzen, pero lo dejó para estrenar dramas como Nowe časy - nowe kwasy (Nuevo día, nuevas bodas, 1962), Swĕtło, prawda, swobodnosć (Luz, justicia y libertad, 1963) y varios estudios como Terra budissinensis (1997). También realizó estudios y representaciones de otros autores, como Handrij Zejler y Mina Witkojc.

## Obra
- Nowe časy - nowe kwasy (Nuevos tiempos, nuevas bodas), poesía, 1962
- Swĕtło, prawda, swobodnosć (Luz, justicia y libertad), antología poética sóraba, 1963
- Po pućach časnikarki de Mina Witkojc, traducción al alto lusaciano, 1964
- Serbske fabule de Handrij Zejler, traducción, 1966
- Struga. Bilder einer Landschaft (Struga. Imágenes de un paisaje), poesía, 1967
- Der betresste Esel (El burro engalanado), fábulas de Handrij Zejler, traducción, 1969
- Flurbereinigung (Limpieza de la campiña), poesía, 1988
- Gegen den grossen Popanz (Contra el gran espantapájaros), poesía, 1990
- Achtzehn Gedichte der Jahre 1990-2002, poesía, elección de Manfred Peter Hein
- An einem schönbemalten Sonntag : Gedichte zu Gedichten (En un domingo pintado bonito: poemas sobre poemas)
- Terra budissinensis junto con Rudolf Hartmetz y Hans Mirtschin, Lusatia 1997
- Die Erde aus dem Traum (La tierra del sueño) de Jurij Chĕžka, 2002
- Die Unerheblichkeit Berlins (La irrelevancia de Berlín), 2002
- Die wendische Schiffahrt (La forma de escribir wendo), 2004